# Zequinha de Abreu
José Gomes de Abreu, meglio conosciuto come Zequinha de Abreu (Santa Rita do Passa Quatro, 19 settembre 1880 – San Paolo, 22 gennaio 1935) è stato un compositore e musicista brasiliano.

## Biografia
De Abreu nacque a Santa Rita do Passa Quatro, in Brasile. La sua opera più conosciuta è il brano Tico-tico no fubá (1917), il cui titolo originale era Tico-Tico no Farelo. Altri brani noti sono Branca e Tardes de Lindóia. Morì a San Paolo all'età di 54 anni.

## Curiosità
- Si sposò a diciotto anni con una ragazza di quattordici, Diamantina.